# Храстова сойка
Храстова сойка (Aphelocoma coerulescens) е вид птица от семейство Вранови (Corvidae). Видът е световно застрашен, със статут Уязвим.

## Разпространение
Разпространен е в САЩ.